# أنطونيو منديز
أنطونيو منديز (بالإسبانية: Antonio Méndez Méndez)‏ (7 فبراير 1970 بإشبيلية في إسبانيا - ) هو مدرب كرة قدم ولاعب كرة قدم إسباني في مركز الوسط. لعب مع إيسيخا بالومبيي وريال مورسيا وريكرياتيفو ونادي خيريث ونادي قادش وUD Los Palacios ‏ وTorredonjimeno CF ‏.

## وصلات خارجية
- أنطونيو منديز على موقع قاعدة بيانات كرة القدم.إي يو (الإنجليزية)